# Olympische Sommerspiele 2000/Teilnehmer (Bahrain)
| Gelbes Symbol für Goldmedaillen mit stilisierten Olympischen Ringen | Graues Symbol für Silbermedaillen mit stilisierten Olympischen Ringen | Braundes Symbol für Bronzemedaillen mit stilisierten Olympischen Ringen |
| ------------------------------------------------------------------- | --------------------------------------------------------------------- | ----------------------------------------------------------------------- |
| —                                                                   | —                                                                     | —                                                                       |

Bahrain nahm an den Olympischen Sommerspielen 2000 in der australischen Metropole Sydney mit vier Sportlern, zwei Frauen und zwei Männern, in zwei Sportarten teil.
Seit 1984 war es die fünfte Teilnahme des asiatischen Staates bei Olympischen Sommerspielen.

## Flaggenträger
Der Schwimmer Dawood Youssef trug die Flagge Bahrains während der Eröffnungsfeier im Stadium Australia. 

## Teilnehmer nach Sportart

### Leichtathletik
- Mariam Al-Hilli
Frauen, 100 m: in der 1. Runde ausgeschieden (13,98 s)
- Mohamed Saleh Hadj Haidara
Männer, 800 m: in der 1. Runde ausgeschieden (1:56,64 min)

### Schwimmen
- Fatima Abdul Majeed
Frauen, 50 m Freistil: disqualifiziert
- Dawood Youssef
Männer, 100 m Freistil: in der 1. Runde ausgeschieden (1:02,45 min; 70. Platz)